# Alex Aranburu
Alexander Aranburu Deba (Ezquioga-Ichaso, Guipúzcoa, 19 de septiembre de 1995), conocido como Alex Aranburu, es un ciclista español que compite en el equipo Cofidis.

## Trayectoria
Debutó como profesional con el equipo Euskadi Basque Country-Murias Taldea en 2016, tras ya haber sido stagiaire con el mismo equipo la segunda mitad de la temporada 2015. En 2020 fichó por el conjunto Astana Pro Team.

## Palmarés
2018
- Circuito de Guecho

2019
- 1 etapa de la Vuelta a la Comunidad de Madrid
- 1 etapa de la Vuelta a Burgos

2021
- 1 etapa de la Vuelta al País Vasco
- 3.º en el Campeonato de España en Ruta

2022
- 3.º en el Campeonato de España en Ruta
- Tour de Limousin, más 1 etapa

2023
- 3.º en el Campeonato de España en Ruta

2024
- 1 etapa de la Vuelta a Bélgica
- Campeonato de España en Ruta

2025
- 1 etapa de la Vuelta al País Vasco

## Resultados

### Grandes Vueltas
| Carrera | Carrera         | 2016 | 2017 | 2018  | 2019 | 2020 | 2021 | 2022 | 2023 | 2024 | 2025 |
| ------- | --------------- | ---- | ---- | ----- | ---- | ---- | ---- | ---- | ---- | ---- | ---- |
|         | Giro de Italia  | —    | —    | —     | —    | —    | —    | —    | —    | —    | —    |
|         | Tour de Francia | —    | —    | —     | —    | —    | 74.º | —    | 52.º | 71.º | 81.º |
|         | Vuelta a España | —    | —    | 108.º | 94.º | 75.º | Ab.  | —    | —    | —    | —    |

### Vueltas menores
| Carrera | Carrera                | 2016 | 2017 | 2018 | 2019 | 2020 | 2021 | 2022 | 2023 | 2024 | 2025 |
| ------- | ---------------------- | ---- | ---- | ---- | ---- | ---- | ---- | ---- | ---- | ---- | ---- |
|         | Tirreno-Adriático      | —    | —    | —    | —    | 43.º | 30.º | 29.º | 45.º | —    | 29.º |
|         | Vuelta al País Vasco   | —    | 41.º | 25.º | 71.º | X    | 38.º | —    | 36.º | 15.º | 7.º  |
|         | Tour de Romandía       | —    | —    | —    | —    | X    | —    | —    | —    | 51.º | —    |
|         | Critérium del Dauphiné | —    | —    | —    | —    | —    | 72.º | —    | —    | —    | —    |
|         | Vuelta a Suiza         | —    | —    | —    | —    | —    | —    | Ab.  | 26.º | —    | —    |

### Clásicas, Campeonatos y JJ. OO.
| Omloop Het Nieuwsblad   | Omloop Het Nieuwsblad   | —    | —             | —             | —             | Ab.           | 6.º  | 13.º | —    | —     | —    |    |    |
| Kuurne-Bruselas-Kuurne  | Kuurne-Bruselas-Kuurne  | —    | —             | —             | —             | 19.º          | 50.º | 22.º | —    | —     | —    |    |    |
| Strade Bianche          | Strade Bianche          | —    | —             | —             | —             | —             | 25.º | —    | 16.º | —     | 75.º |    |    |
|                         | Milán-San Remo          | —    | —             | —             | —             | 7.º           | 7.º  | 13.º | 26.º | —     | 15.º |    |    |
| E3 BinckBank Classic    | E3 BinckBank Classic    | —    | —             | —             | —             | —             | —    | 30.º | —    | —     | —    |    |    |
| Gante-Wevelgem          | Gante-Wevelgem          | —    | —             | —             | —             | —             | —    | 25.º | —    | —     | —    |    |    |
| A Través de Flandes     | A Través de Flandes     | —    | —             | —             | —             | X             | —    | 85.º | —    | —     | —    |    |    |
|                         | Tour de Flandes         | —    | —             | —             | —             | —             | —    | 20.º | —    | —     | —    |    |    |
| Amstel Gold Race        | Amstel Gold Race        | —    | —             | —             | —             | —             | 11.º | 19.º | 31.º | 113.º | Ab.  |    |    |
| Flecha Valona           | Flecha Valona           | —    | —             | —             | —             | —             | 13.º | —    | 13.º | Ab.   | 46.º |    |    |
|                         | Lieja-Bastoña-Lieja     | —    | —             | —             | —             | —             | 21.º | —    | 71.º | 14.º  | 15.º |    |    |
| Clásica San Sebastián   | Clásica San Sebastián   | —    | —             | 22.º          | 39.º          | X             | —    | Ab.  | 7.º  | 54.º  | 23.º |    |    |
| Cyclassics Hamburg      | Cyclassics Hamburg      | —    | —             | —             | —             | X             | X    | —    | 19.º | 93.º  |      |    |    |
| Bretagne Classic        | Bretagne Classic        | —    | —             | —             | —             | 44.º          | —    | 12.º | 16.º | 29.º  |      |    |    |
| Gran Premio de Quebec   | Gran Premio de Quebec   | —    | —             | —             | —             | X             | X    | 55.º | 4.º  | 37.º  |      |    |    |
| Gran Premio de Montreal | Gran Premio de Montreal | —    | —             | —             | —             | X             | X    | 22.º | 3.º  | 15.º  |      |    |    |
|                         | Giro de Lombardía       | —    | —             | —             | —             | 81.º          | —    | —    | —    | —     |      |    |    |
| JJ. OO. (Ruta)          | JJ. OO. (Ruta)          | —    | No se disputó | No se disputó | No se disputó | No se disputó | —    | ND   | ND   | 18.º  | ND   | ND | ND |
| Mundial en Ruta         | Mundial en Ruta         | —    | —             | —             | —             | —             | Ab.  | —    | 19.º | 58.º  |      |    |    |
| Europeo en Ruta         | Europeo en Ruta         | —    | —             | —             | —             | 18.º          | —    | —    | —    | —     |      |    |    |
| España en Ruta          | España en Ruta          | 65.º | Ab.           | Ab.           | 26.º          | —             | 3.º  | 3.º  | 3.º  | 1.º   | 44.º |    |    |
| España Contrarreloj     | España Contrarreloj     | —    | —             | —             | —             | —             | —    | 6.º  | —    | —     | —    |    |    |

—: no participa

Ab.: abandono 

## Equipos
- Euskadi Basque Country-Murias (2016)
- Caja Rural-Seguros RGA[4] (2017-2019)
- Astana (2020-2021)
  - Astana Pro Team (2020)
  - Astana-Premier Tech (2021)
- Movistar Team (2022-2024)
- Cofidis (2025-)